# Ли Керслејк
Ли Керслејк (Борнмут, 16. април 1947 — Лондон, 19. септембар 2020) био је енглески музичар. Био је најпознатији као бубњар и позадински певач рок групе Јураја Хип и по свом раду са Ози Озборном у раним 1980-им.

## Биографија
Крајем 1960-их до раних 1970-их, Керслејк је свирао у групи под називом Богови, која је објавила три албума. Затим се придружио Јураја Хипу у новембру 1971. године. Ту групу је напустио у октобру 1979. године, а поново им се придружио у априлу 1982. године. Он је такође свирао са Дејвидом Бајроном и Кеном Хенслијем, и многим другима. На албуму Фајерфлај је био уписан као Ли „Медвед” Керслејк. Тај надимак је добио због своје браде и свеукупне крупне физичке конституције.
У 1980. години, Керслејк се састао са бившим певачом групе Блек сабат Ози Озборном случајно у лифту у Кингс Крос хотелу у Аустралији. „Он је био у једном углу са својим телохранитељем и менаџером, а ја сам био у другом углу са мојим. Прилично смешно.” Они су убрзо формирали групу „Blizzard of Ozz” са басистом Бобом Дејслијем и гитаристом Ранди Роадсом, мада је група убрзо постала Ози Озборнов соло пројекат. Керслејков рад се може чути на прва два соло албума, Blizzard of Ozz и Diary of a Madman. 
Керслејк је напустио Озијеву групу почетком 1981. године, да би се бринуо о мајци, која се разболела. На албуму Diary of a Madman, Керслејк и басиста Боб Дејсли нису били уписани, већ су заслуге дате бубњару Тому Олдриџу и басиста Рудију Сарзу. Олдриџ је изјавио о албуму Diary of a Madman, „мислим да је то прилично очигледно је да то није моје свирање на бубњевима на том албуму. Никада нисам узео заслуге за тај албум и увек сам их давао Ли Керслејку, кад год су ме питали или интервјуисали, заслуге које он заслужује”.